# Menora

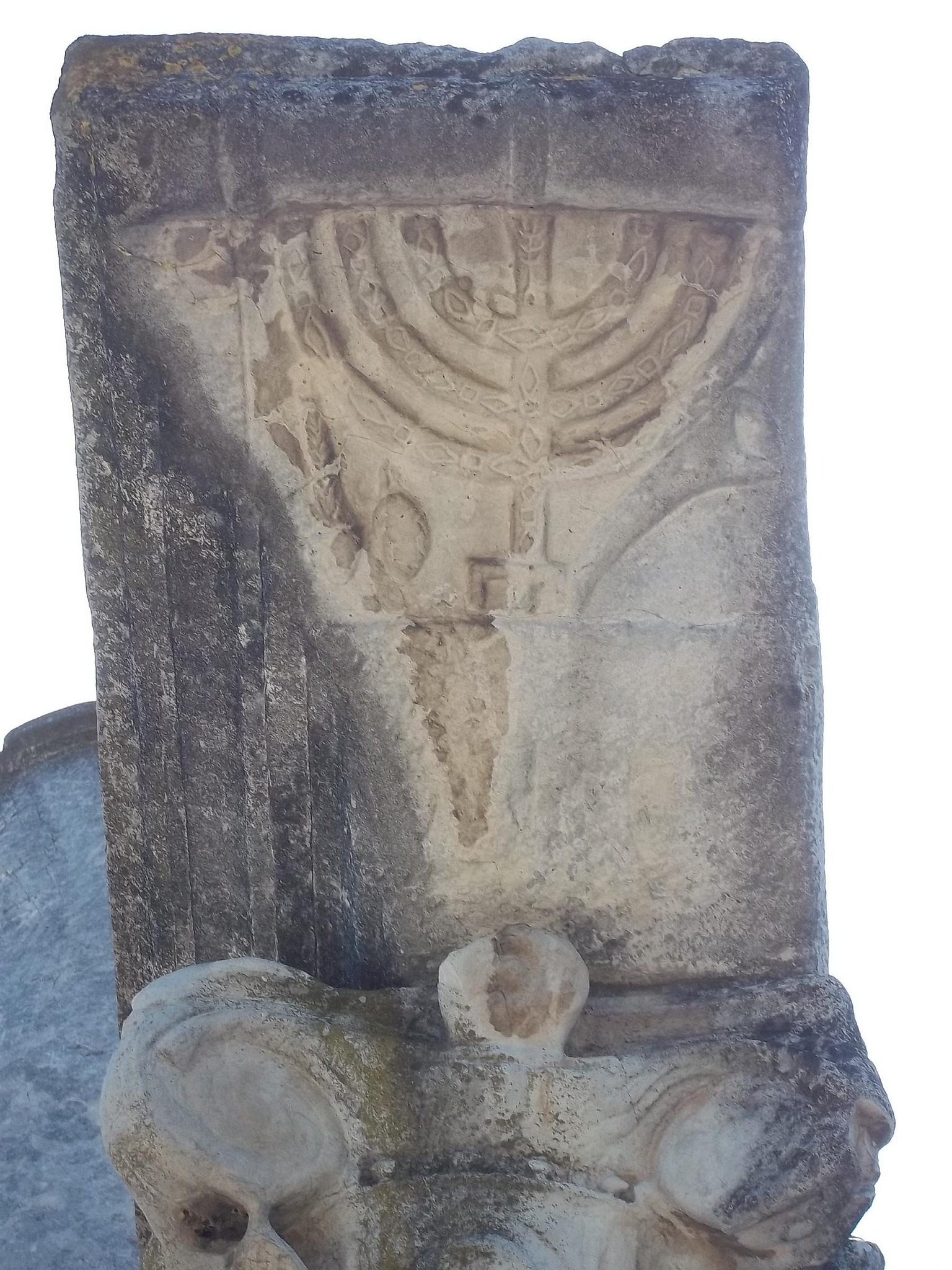
Architekturdetail mit Menora, Synagoge von Ostia Antica

Die Menora (hebräisch מְנוֹרָה [menoˈra]: Leuchter, Lampe), auch bekannt als Siebenarmiger Leuchter, ist eines der wichtigsten religiösen Symbole des Judentums. Literarische und archäologische Quellen stehen für die Rekonstruktion des seit der Antike verschollenen bzw. zerstörten Objekts zur Verfügung.
Hingegen wird zum achttägigen Chanukka (Lichtfest) ein acht- bis neunarmiger Leuchter, die Chanukkia, verwendet.

## In der Bibel

### Die Menora als Inventar des Mischkan (Stiftshütte)
Mose erhielt nach biblischer Darstellung auf dem Berg Sinai den Auftrag, ein transportables Heiligtum (Mischkan) zu errichten. Für jeden kultischen Gegenstand wurde ihm einerseits eine Beschreibung gegeben, andererseits ein himmlisches Modell gezeigt. Eines dieser Objekte war ein Leuchter: 
31Du sollst auch einen Leuchter aus feinem Golde machen, Fuß und Schaft in getriebener Arbeit, mit Kelchen, Knäufen und Blumen. 32Sechs Arme sollen von dem Leuchter nach beiden Seiten ausgehen, nach jeder Seite drei Arme. 33Jeder Arm soll drei Kelche wie Mandelblüten haben mit Knäufen und Blumen. So soll es sein bei den sechs Armen an dem Leuchter. 34Aber der Schaft am Leuchter soll vier Kelche wie Mandelblüten haben mit Knäufen und Blumen, 35und je einen Knauf soll unter jedem Paar der sechs Arme sein, die von dem Leuchter ausgehen. 36Beide, Knäufe und Arme, sollen aus ihm hervorgehen, ganz und gar aus lauterem Gold getrieben. 37Und du sollst sieben Lampen machen und sie oben anbringen, so dass sie nach vorn leuchten, 38dazu Dochtscheren und Pfannen aus feinem Golde. 39Aus einem Zentner feinen Goldes sollst du den Leuchter machen mit allen diesen Geräten. 40Und sieh zu, dass du alles machst nach ihrem Plan, das dir auf dem Berge gezeigt ist. (Exodus 25, 31-39, Lutherbibel 2017)

### Die Menora im Salomonischen Tempel
Während der vierzigjährigen Wanderung trugen die Israeliten nach biblischer Darstellung das Zeltheiligtum inklusive Menora stets mit sich, bis es schließlich in den Tempel in Jerusalem integriert wurde. 
Nach 1. Könige 7,49 ließ König Salomo verschiedene kultische Geräte für den Tempel neu anfertigen, darunter „fünf Leuchter zur rechten Hand und fünf Leuchter zur linken vor dem Allerheiligsten von lauterem Gold mit goldenen Blumen, Lampen und Dochtscheren.“
Hachlili weist darauf hin, dass weder eine baumartige Leuchterform noch eine kultische Bedeutung dieser Leuchter im Text erwähnt werden. Dem archäologischen Vergleichsmaterial zufolge sei von säulenförmigen Ständern mit je einer Lampe auszugehen, die einfach die Halle erleuchten sollten.
Die gesamte Einrichtung des Ersten Tempels ging bei der Zerstörung Jerusalems im Juli 586 v. Chr. verloren.

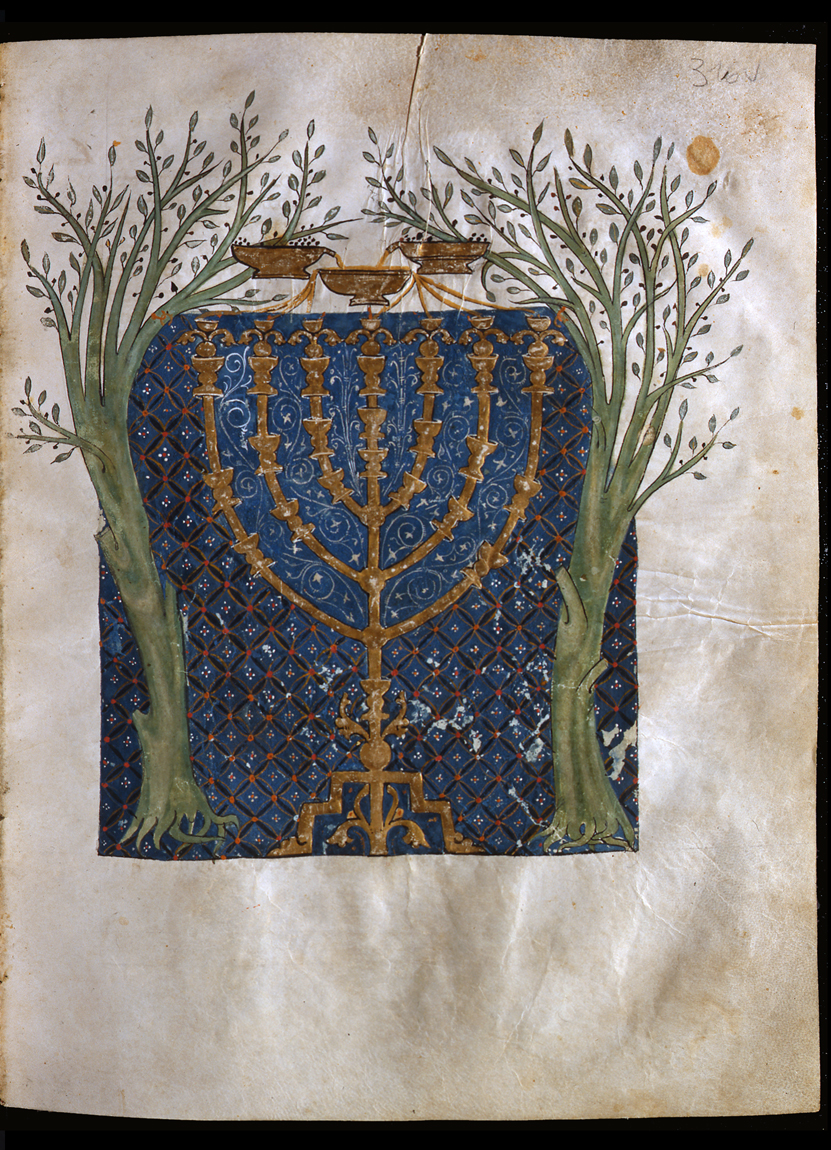
Der Leuchter in Sacharjas Vision (Buchmalerei von Josef Asarfati, Biblia de Cervera, um 1300, Biblioteca Nacional de Portugal)

### Die Menora in exegetischer Sicht
Die Form der Beleuchtung des Heiligtums hat nach Ansicht von Keel, Knauf und Staubli (die hier die Erkenntnisse von Voß und Hachlili zusammenfassen) eine Entwicklung durchlaufen. Sie unterscheiden in den alttestamentlichen Texten eine ältere und eine jüngere Vorstellung vom Aussehen der Menora:
- Die ältere ist in 1 Könige 7 und Sacharja 4 zu finden: die Menora ist ein säulenartiger Ständer, auf dem oben sieben Lichtschalen aufgesteckt werden können. Solche Ständer aus Keramik, Bronze oder Stein sind im Alten Orient als archäologische Funde gut bezeugt.[3] Der Visionsbericht in Sacharja 4 (als Reflex eines real existierenden Tempelgeräts, was wahrscheinlich ist) wäre dann der früheste Beleg, dass sieben Lichter auf einem solchen Ständer, der oben kelchartig verbreitert war, aufgesteckt waren.[4]
- Die jüngere prägt die Darstellung in Exodus 25: die Menora ist ein siebenarmiger Leuchter mit floralen Formen, im Grunde schon so, wie der siebenarmige Leuchter im Zweiten Tempel aussah.

## Die Menora im Zweiten Tempel

### Literarische Quellen

#### Septuaginta
Für den Zweiten Tempel wurden die Tempelgeräte neu angefertigt, wobei Leuchter aber nicht eigens erwähnt werden. Jesus Sirach (Anfang 2. Jahrhundert v. Chr.) erwähnt einen Leuchter, der anscheinend die ältere Säulenform mit nur einem Licht hatte: „wie das helle Licht auf dem heiligen Leuchter …“. (Sirach 26,17) 
Antiochos IV. Epiphanes plünderte im Jahr 169 v. Chr. den Tempel und „ließ wegnehmen den goldenen Altar, den Leuchter und alle Geräte, die dazugehören.“ (1 Makkabäer 1,21)

#### Flavius Josephus
Danach wurde ein siebenarmiger Leuchter neu angefertigt; bei den jeweiligen Eroberungen Jerusalems 63 v. Chr. durch Pompejus und 54 v. Chr. durch Crassus besichtigte zwar Pompejus verbotenerweise die Tempelgeräte, der Leuchter blieb aber unangetastet. Wie er aussah, beschrieb Flavius Josephus aus eigener Anschauung (er gehörte zum Jerusalemer Priesteradel).
„Er war aus kleinen Kugeln, Lilien, Granatäpfeln und Kelchen, im ganzen 70 an der Zahl, aus einem einzigen Fuß heraus in die Höhe gearbeitet, und teilte sich in so viele Arme, wie Planeten sind, einschließlich der Sonne. Er ging nämlich in sieben Spitzen aus, die in gleichen Abständen von einander sich befanden und in einer Reihe standen. Auf denselben leuchteten sieben Lampen, ebenfalls so viele als Planeten sind, und sie sahen gegen Osten und Süden, da der Leuchter schräg stand.“ (Antiquitates 3.6.7)
Josephus betonte, dass die Menora zu seiner Zeit eine astrale Symbolik hatte:
„Der aus 70 Teilen bestehende Leuchter bedeutet die Zeichen, durch welche die Planeten gehen, und seine sieben Lampen die Planeten selbst.“ (Antiquitates 3.7.7)

#### Mischna und Talmud
- Höhe der Menora: 18 Handbreit, etwa 1,60 m (Menachot 28b)[6]
- Drei Stufen waren nötig, damit der Priester die Lichter anzünden konnte: „Der, auf den das Los, den Leuchter zu entaschen, gefallen war, ging hinein und fand die beiden östlichen Lampen brennend, er entaschte die übrigen, aber ließ diese an ihrem Platz brennen. Fand er sie ausgegangen, entaschte er sie und zündete sie von den brennenden an, und danach entaschte er den Rest. Ein Stein war vor dem Leuchter, der drei Stufen hatte, auf dem der Priester stand und die Lampen reinigte. Er ließ den Krug auf der zweiten Stufe und ging hinaus.“ (Mischna Tamid 3,9)
- Es ist verboten, Dinge für den profanen Gebrauch nach dem Modell der Tempelgeräte zu machen; das gilt ganz besonders für die Menora. Hier reicht es nicht aus, ein anderes Material als Gold zu wählen, sondern man soll auch eine andere Zahl von Leuchterarmen haben, also mehr oder weniger als 7 (Rosch ha-Schana 24 a-b, Menachot 28a und öfter).

### Archäologische Quellen

#### Münzfunde
Archäologische Funde, die einen siebenarmigen Leuchter darstellen, sind seit der Hasmonäerzeit vorhanden (2. Hälfte 1. Jahrhundert v. Chr.) und nehmen danach zu. Datierbare Münzen mit diesem Motiv können der Regierungszeit von Mattathias Antigonos (40–37 v. Chr.) zugeordnet werden, der damit seine hohepriesterliche Würde betonte.

#### Graffiti aus herodianischer Zeit
- Hauswand im Herodianischen Quartier, Jerusalem
- Kleine Sonnenuhr aus Kalkstein, Temple Mount Excavations
- Mehrere Menorot in Jasons Grab, Jerusalem
- Mehrere Menorot in den Höhlen von Naḥal Michmaš
- Auf Ossuaren gibt es Menorot mit einer unterschiedlichen Zahl von Armen
- Ebenso etwas später auf Tonlampen.[8]

#### Die Menora auf dem Titusbogen in Rom
Als die Römer Jerusalem im September des Jahres 70 n. Chr. eroberten, brannte der Tempel; verschiedene Tempelgeräte aber, darunter die Menora, wurden von den Soldaten aus dem Gebäude geholt und Titus vorgeführt.

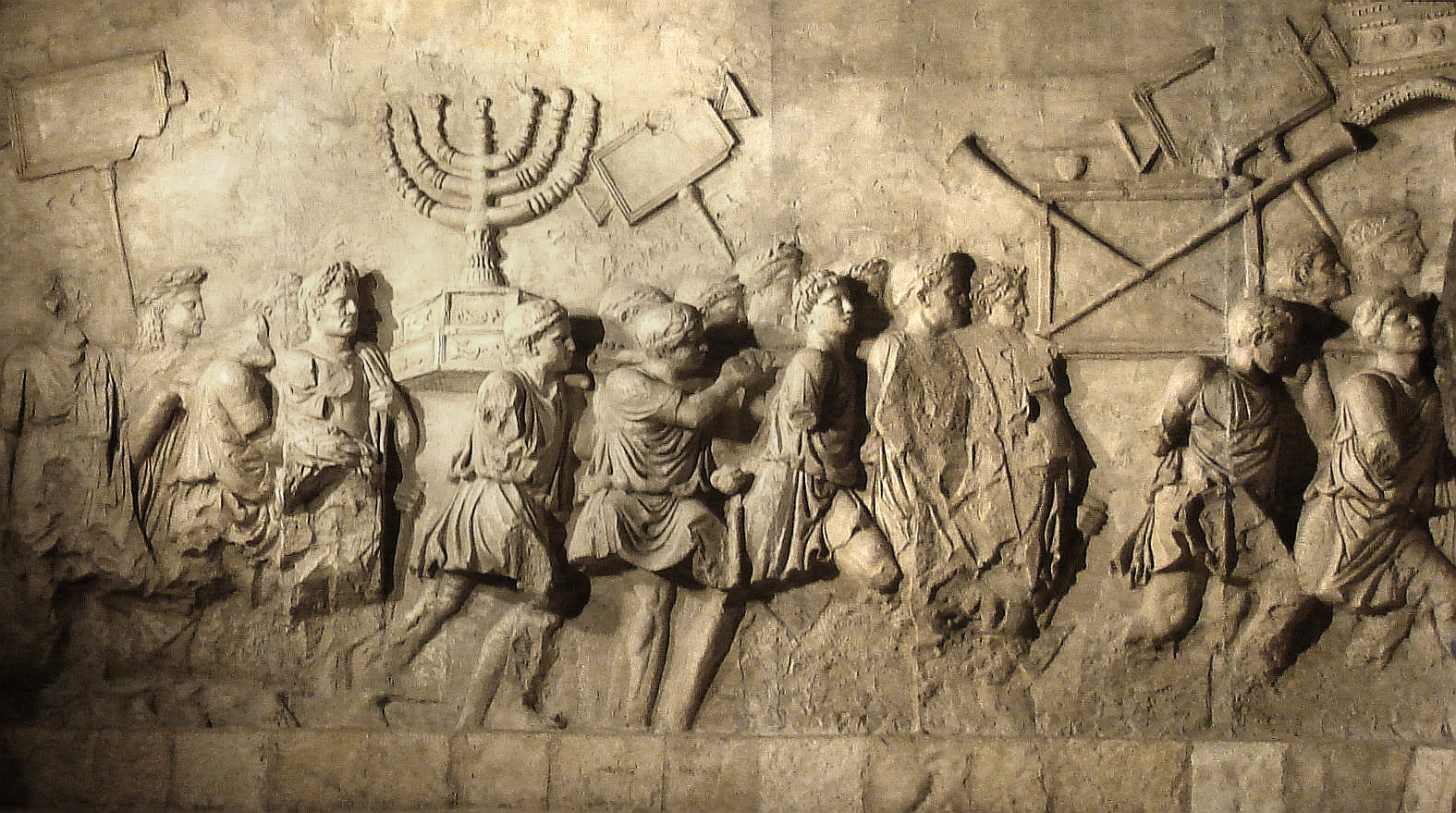
Die Menora als Teil der Beute im Triumphzug-Relief des Titusbogens in Rom. (Foto: Kopie des Reliefs, Beth Hatefutsoth)

Diese kostbaren Beutestücke präsentierte man auf dem Triumphzug des Titus durch Rom. Auf dem Titusbogen, einem Triumphbogen zur Erinnerung an dieses Ereignis, ist diese Szene dargestellt. Das antike Beuterelief diente als Grundlage für moderne Rekonstruktionen; es ist wegen der darauf befindlichen Dekorationen aber fraglich, ob der wuchtige achteckige Sockel überhaupt zur Menora gehörte oder nur ihr Untersatz zum Herumtragen beim Triumphzug war. > Die Rekonstruktion von Hachlili nimmt eine schwere, kegelförmige Basis an, die auch nötig war, damit der Leuchter einen stabilen Stand hatte.
Josephus schreibt, dass man die Menora anschließend in das von Vespasian gestiftete Templum Pacis brachte (Bellum 7.161). Das ist die letzte verlässliche historische Nachricht über ihren Verbleib.

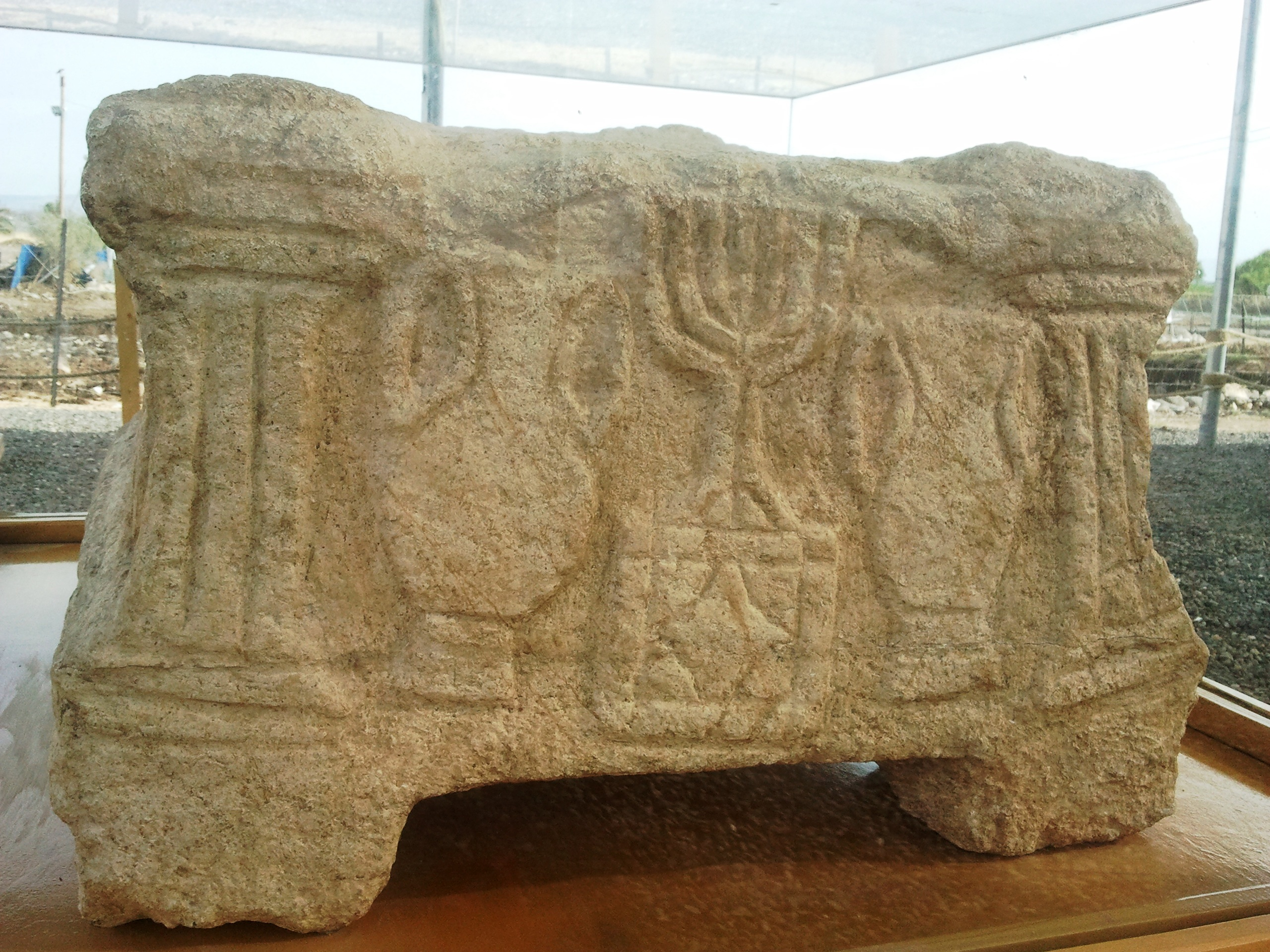
Synagoge von Magdala, Relief einer Menora.

#### Synagoge von Magdala
Eine Rettungsgrabung der Israel Antiquities Authority (Leitung: Arfan Najar) im Jahr 2009 auf einem Gelände am See Genezareth, das der Kongregation Legionäre Christi gehört (nahe Moshava Migdal), legte die Grundmauern einer antiken Synagoge frei. Das Gebäude wurde von den Ausgräbern auf den Zeitraum 50 v. Chr. bis 100 n. Chr. datiert, es ist damit eine der frühesten bekannten Synagogen. Einer der Funde war ein auf allen Seiten mit Reliefs verzierter Kalksteinblock. Er befand sich im Mittelpunkt des Raumes, vielleicht war er eine Art Lesepult. „Ein Relief zeigt den siebenarmigen Leuchter, der auf einem einzigen Bein mit einem dreieckigen Sockel mit Gefäßen auf beiden Seiten steht.“ Nach Meinung der Ausgräber könnte das Relief von einem Künstler stammen, der den Leuchter im Zweiten Tempel selbst gesehen hatte. Aufgrund seiner Größe und Ausführung ist es weit informativer als die diversen Menora-Graffiti, die bisher aus dieser Periode bekannt waren. (Dieses Relief würde die Rekonstruktion Hachlilis mit der kegelförmigen Basis anstelle des sechseckigen Sockels auf dem Titusbogen-Relief bestätigen.) Heute befindet sich auf dem Ausgrabungsgelände ein archäologischer Park mit einer Replik des Magdala-Steins; dazu heißt es: „Der Stein von Magdala ist wahrscheinlich die früheste bekannte künstlerische Darstellung des Zweiten Tempels.“

### Prokopios über den Verbleib der Menora nach der Zerstörung Jerusalems
Prokopios von Caesarea, ein Historiker des 6. Jahrhunderts, schreibt über den Triumphzug des Belisar 534 n. Chr. in Konstantinopel, den er selbst miterlebt haben dürfte, dort seien die „Schätze der Juden“ mitgeführt worden, die Titus nach dem Jüdischen Krieg nach Rom bringen ließ. Ein Mitglied der jüdischen Gemeinde habe sich daraufhin an eine Person aus dem kaiserlichen Umfeld gewandt mit der Bemerkung: „Diese Schätze in den Palast von Byzanz zu bringen halte ich für unklug. Denn sie sollten nur an dem Ort sein, wo Salomo, der einstige König der Juden, sie aufstellen ließ. Ihretwegen konnte Geiserich den Palast der Römer einnehmen und nun die römische Armee die Vandalen schlagen. – Als dies dem Kaiser (Justinian) zu Ohren kam, fürchtete er sich und ließ alles schleunigst zu den Heiligtümern der Christen in Jerusalem bringen.“

Größere Metallobjekte aus der Antike (z. B. Statuen) sind nur sehr selten erhalten geblieben, und wenn, dann wurden sie oft in jüngerer Zeit aus Schiffswracks geborgen. Die Masse der Kunstwerke wurde wegen ihres Materialwerts eingeschmolzen. Das ist auch das wahrscheinliche Schicksal der Menora und der anderen Tempelgeräte.

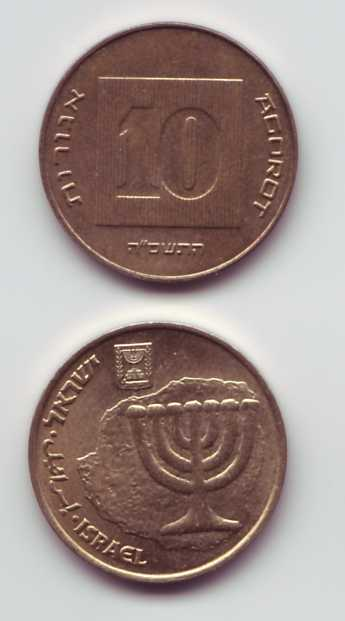
Die aktuelle 10-Agorot-Münze der Bank of Israel.

## Moderne Rezeption
Im modernen Hebräisch (Ivrit) wird sprachlich differenziert zwischen der Menora, womit jeder Leuchter in Baumform (עץ החיים) gemeint sein kann, und der acht- bzw. neunarmigen Chanukkia für das Chanukkafest.

### Symbol im Staat Israel
Zum Kunstwerk Benno Elkans: siehe Knesset-Menora.
Das Staatswappen Israels stellt eine Menora zwischen zwei Ölbaumzweigen dar. Vorbild dieses Motivs ist die Menora auf dem Titusbogen in Rom. 
Unter den Münzen der Bank of Israel zeigt das 10-Agorot-Stück die Replik einer Münze des letzten Hasmonäers Antigonos (40–37 v. Chr.), wahrscheinlich (siehe oben) die älteste Darstellung der Menora des Zweiten Tempels.

### Belletristik
Die legendenhafte Novelle Der begrabene Leuchter von Stefan Zweig dreht sich um das Schicksal der Menora auf dem Weg von Rom nach Konstantinopel und Jerusalem.

## Nachbildung
Auf Initiative des Niederländers Bart Repko brachten 2019 Menschen aus Deutschland, der Schweiz und den Niederlanden eine Nachbildung des erbeuteten Leuchters von Rom nach Jerusalem. Die Nachbildung wiegt 120 Kilogramm, ist 1,60 Meter groß, und die Kosten des Projekts beliefen sich auf etwa 120.000 Euro. Finanziert wurde das Projekt aus Spendenbasis, für die Vergoldung der Menora gaben manche ihren Schmuck. Angefertigt wurde sie von der erzgebirgischen Firma Kunstguss Döhler, gegossen wurde sie aus Metall und in Handarbeit mit Blattgold beschichtet. Die Nachbildung der Menora ist nicht als Kultgegenstand gedacht, sondern soll als Zeichen der Versöhnung einen würdigen Platz in Jerusalem finden.

### Antike Quellen
- Bibeltexte: Lutherbibel, revidiert 2017.
- Flavius Josephus: Jüdische Altertümer (Antiquitates), übers. Heinrich Clementz, 14. Aufl., Wiesbaden 2002, ISBN 3-921695-19-8.
- Mischna: übers. Dietrich Correns, Wiesbaden 2005, ISBN 3-86539-016-1.

### Sekundärliteratur
- Jens Voß: Die Menora. Gestalt und Funktion des Leuchters im Tempel zu Jerusalem. Vandenhoeck & Ruprecht, Göttingen 1993, ISBN 3-525-53763-8
- Rachel Hachlili: The Menorah, the Ancient Seven-armed Candelabrum: Origin, Form, and Significance. Brill, Leiden / Boston / Köln 2001, ISBN 90-04-12017-3.
- Ludwig Berger: Der Menora-Ring von Kaiseraugst. Jüdische Zeugnisse römischer Zeit zwischen Britannien und Pannonien (= Forschungen in Augst. Band 36). Römermuseum Augst, Augst 2005, ISBN 3-7151-0036-2 (PDF).